# Bethesda (Ohio)
Bethesda es una villa ubicada en el condado de Belmont en el estado estadounidense de Ohio. En el Censo de 2010 tenía una población de 1256 habitantes y una densidad poblacional de 753,02 personas por km².

## Geografía
Según la Oficina del Censo de los Estados Unidos, Bethesda tiene una superficie total de 1.67 km², de la cual 1.62 km² corresponden a tierra firme y (3.11%) 0.05 km² es agua.

## Demografía
Según el censo de 2010, había 1256 personas residiendo en Bethesda. La densidad de población era de 753,02 hab./km². De los 1256 habitantes, Bethesda estaba compuesto por el 96.58% blancos, el 0.32% eran afroamericanos, el 0.08% eran amerindios, el 0.16% eran asiáticos, el 0.16% eran isleños del Pacífico, el 0% eran de otras razas y el 2.71% pertenecían a dos o más razas. Del total de la población el 0.16% eran hispanos o latinos de cualquier raza.